# コリプレッサー
分子生物学においてコリプレッサー（英: corepressor）は、遺伝子の発現を抑制する分子である。原核生物ではコリプレッサーは低分子であるが、真核生物ではコリプレッサーはタンパク質である。コリプレッサーはDNAに直接結合しないが、リプレッサーに結合することで間接的に遺伝子発現を調節する。
コリプレッサーは、リプレッサー転写因子に結合して活性化することで、遺伝子の発現をダウンレギュレーション（抑制）する。リプレッサーは遺伝子のオペレーター配列（転写因子が結合して遺伝子発現を調節するDNA配列）に結合し、遺伝子の転写を遮断する。

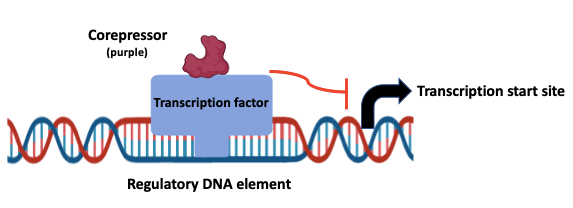
調節エレメント上のコリプレッサー-転写因子複合体

## 機能

### 原核生物
原核生物では、コリプレッサーという語はリプレッサータンパク質を活性化するリガンドに対して用いられる。例えば、大腸菌Escherichia coliのトリプトファンリプレッサー（TrpR）は、コリプレッサーであるトリプトファンが結合した時にのみDNAに結合し、trpオペロンの転写を抑制することができる。トリプトファンが結合していないTrpRはアポリプレッサーと呼ばれ、遺伝子の転写を抑制する活性はない。trpオペロンはトリプトファンの合成を担う酵素をコードしている。そのため、TrpRはトリプトファンの生合成を調節するネガティブフィードバック機構を構成する。すなわち、トリプトファンは自身の生合成のコリプレッサーとして作用する。

### 真核生物
真核生物では、コリプレッサーは転写因子に結合するタンパク質である。コリプレッサーが存在せずコアクチベーターが存在する場合に、転写因子は遺伝子の発現をアップレギュレーションする。コアクチベーターとコリプレッサーは転写因子上の同一の結合部位をめぐって競合する。コリプレッサーが転写因子-DNA複合体に結合した際に転写開始を抑制する他の機構として、ヒストンのリジン残基からアセチル基を除去するヒストンデアセチラーゼのリクルートがある。その結果ヒストンの正電荷が増加し、正に帯電したヒストンと負に帯電したDNAとの間の静電的相互作用が強化され、転写のためのDNAへのアクセス性が低下する。
ヒトでは数十種類から数百種類のコリプレッサーが知られており、コレプレッサーとしての特徴付けの信頼度によって数には開きがある。

## コリプレッサーの例

### NCoR
NCoR（nuclear receptor co-repressor）は、核内受容体のDドメインとEドメインに直接結合し、その転写活性を抑制する。クラスIヒストンデアセチラーゼはNCoRによってSIN3を介してリクルートされ、クラスIIヒストンデアセチラーゼはNCoRに直接結合する。

### SMRT
SMRT（silencing mediator of retinoic acid and thyroid hormone receptor）/NCoR2は、MAPKKKとCK2によるリン酸化によってそれぞれ負と正に制御される。SMRTには2つの主要な機構が存在し、1つはNCoRと同様に、SIN3を介してクラスIヒストンデアセチラーゼをリクルートし、そしてクラスIIヒストンデアセチラーゼを直接結合するものである。もう1つの機構としては、基本転写装置の構成要素（TFIIBなど）に結合して隔離を行う。

## 生物学的過程における役割
コリプレッサーは活性化状態や不活性状態となることで転写を調節することが知られている。
NCoRとSMRTはリガンドの結合によって活性化され、転写を調節するコリプレッサー複合体として機能する 。NCoRのノックアウトは胚性致死となることから、赤血球、胸腺、神経系の発生における重要性が示唆されている。
特定のコリプレッサーの変異は、シグナルの調節異常を引き起こす。SMRTは心筋の発生に寄与しており、複合体のノックアウトは筋肉の発達不全や異常な発生を引き起こす。
NCoRは炎症やマクロファージの活性化などの過程で重要なチェックポイントとして機能していることが判明している。
エネルギー恒常性のための代謝調節におけるコリプレッサーRIP140の役割が示唆されている。

## 臨床的意義

### 疾患
コリプレッサーは広範囲の遺伝子発現に関与して調節を行うため、コリプレッサー活性の異常が疾患を引き起こすことは驚きではない。
急性骨髄性白血病（AML）は、骨髄細胞の無制御な成長によって特徴づけられる、致死性の高い血液のがんである。AMLの患者では2つの相同なコリプレッサー遺伝子、BCORとBCORL1が高頻度で変異している。BCORは複数の転写因子とともに機能し、胚発生において不可欠な調節機能を果たすことが知られている。臨床での研究の結果、BCORの体細胞変異はAML患者全体の約4％、AMLの原因となる既知の変異を持たない患者の約17％でみられた。同様に、BCORL1も細胞過程を調節するコリプレッサーであり、調査されたAML患者の約6％で変異がみられた。これらの研究はコリプレッサーの変異とAMLとの間に強い関係があることを示しており、さらなる研究によってAMLや他の疾患の治療標的となる可能性がある。

### 治療の可能性
コレプレッサーは、広範囲の疾患を標的とした治療に多くの可能性を提示している。
BCL6のアップレギュレーションは、びまん性大細胞型B細胞性リンパ腫（DLBCL）、大腸がん、肺がんなどで観察される。BCOR、SMRT、NCoRなどのコリプレッサーは、BCL6と相互作用して転写を抑制する。BCL6とコリプレッサーの相互作用を標的とした合成ペプチドなどの低分子化合物や、その他のタンパク質間相互作用阻害剤は、がん細胞を効果的に死滅させることが示されている。
活性化されたLXRはコリプレッサーと複合体を形成して関節リウマチの炎症反応を抑制するため、GW3965などのLXRアゴニストが治療戦略として期待されている。ウルソデオキシコール酸（UDCA）は、コリプレッサーSMILE（small heterodimer partner interacting leucine zipper protein）をアップレギュレーションすることで、炎症性サイトカインであるIL-17の発現を阻害し、Th17細胞を抑制する。これらはどちらも関節リウマチに関与している。この効果はヒトでは用量依存的であり、UCDAは関節リウマチ治療の新たな有望な薬剤であると考えられる。